# Austroidelia perplexa

Austroidelia perplexa  (лат.) — ископаемый вид насекомых из семейства Mesorthopteridae (отряд Grylloblattida). Триасовый период (Brookvale Shale Member, Hawkesbury Sandstone Formation, анизийский ярус, возраст находки 242—247 млн лет), Австралия, Новый Южный Уэльс (33.8° N, 151,3° E).

## Описание
Переднее крыло округлое на вершине, длина крыльев 26 мм. Костальная область переднего крыла в 4 раза короче общей ширины крыла. Жилка CuA с 8—11 ветвями. Голова уже пронотума, который расширяется кзади.  Сестринские таксоны: Austroidelia asiatica, A. nervosa. Вид был впервые описан в 1954 году австралийским палеоэнтомологом Эдгаром Риком (E. F. Riek; Квинсленд, Австралия) по ископаемым отпечаткам.